# Tipulodes rubriceps
Tipulodes rubriceps là một loài bướm đêm thuộc phân họ Arctiinae, họ Erebidae.